# ینبع الصناعیه
ینبع الصناعیه (به عربی: ینبع الصناعیة) یک منطقهٔ مسکونی در عربستان سعودی است که در استان مدینه واقع شده‌است.